# Banda Aceh
Banda Aceh er provinshovedstad og største by i Aceh-provinsen på øen Sumatra i Indonesien.  Byen har 235.305 (2015) indbyggere.

## Ødelæggelser i byen den 26. december 2004
Banda Aceh ligger tæt på epicentret for Jordskælvet i Det Indiske Ocean 2004, der udløste en ødelæggende tsunami, der ramte Banda Aceh den 26. december 2004 med stor styrke. 
Både jordskælvet og den efterfølgende tsunami resulterede i omfattende ødelæggelser af byen, der på tidspunktet havde ca. 260.000 indbyggere. Det er anslået, at omkring 160.000 Indonesere omkom ved katastrofen. langt de fleste i Banda Aceh, der var den største by beliggende tæt ved epicenteret.  

## Geografi

### Klima
| Vejr for Banda Aceh       | Vejr for Banda Aceh | Vejr for Banda Aceh | Vejr for Banda Aceh | Vejr for Banda Aceh | Vejr for Banda Aceh | Vejr for Banda Aceh | Vejr for Banda Aceh | Vejr for Banda Aceh | Vejr for Banda Aceh | Vejr for Banda Aceh | Vejr for Banda Aceh | Vejr for Banda Aceh | Vejr for Banda Aceh |
|                           | Jan                 | Feb                 | Mar                 | Apr                 | Maj                 | Jun                 | Jul                 | Aug                 | Sep                 | Okt                 | Nov                 | Dec                 | År                  |
| ------------------------- | ------------------- | ------------------- | ------------------- | ------------------- | ------------------- | ------------------- | ------------------- | ------------------- | ------------------- | ------------------- | ------------------- | ------------------- | ------------------- |
| Gennemsnitlig maks °C     | 31,2                | 31,7                | 32,3                | 32,8                | 33                  | 33,4                | 33,3                | 33,1                | 32,5                | 31,7                | 31,1                | 30,9                | 32,2                |
| Gennemsnitlig °C          | 26,7                | 26,9                | 27,3                | 27,8                | 28,1                | 28,1                | 28                  | 27,8                | 27,5                | 27,1                | 26,9                | 26,7                | 27,4                |
| Gennemsnitlig min °C      | 22,2                | 22,1                | 22,4                | 22,9                | 23,1                | 22,8                | 22,7                | 22,5                | 22,4                | 22,5                | 22,7                | 22,4                | 22,6                |
| Kilde: Banda Aceh weather |                     |                     |                     |                     |                     |                     |                     |                     |                     |                     |                     |                     |                     |

## Pirateri i Malakkastrædet
Banda Aceh har med sin beliggenhed ud til Malakkastrædet i perioder været base for pirateri. I begyndelsen af 2000'erne steg antallet af rapporterede angreb med handelsskibe i Malakkastrædet voldsomt. Umiddelbart efter den ødelæggende tsunami ophørte piratangrebene fuldstændig og er i dag på et markant lavere niveau end før tsunamien. 

## Eksterne links
- Wikimedia Commons har flere filer relateret til Banda Aceh
- Officiel hjemmeside Arkiveret 3. september 2014 hos  Wayback Machine (indonesisk)